# Debrc
Debrc (cyr. Дебрц) – wieś w Serbii, w okręgu maczwańskim, w gminie Vladimirci. W 2011 roku liczyła 809 mieszkańców.